# Občina Lenart
Občina Lenart je ena od občin v Republiki Sloveniji.
Lenart je središče Slovenskih goric, njihovega najbolj značilnega in osrednjega dela. Leži na višji terasi med potokoma Globovnica in Velka. Obe sta nekdaj poplavljali, danes pa sta strugi regulirani, kmetijske površine pa meliorirane. Gričevje oblikujejo miocenski laporji in peščenjaki, jugozahodno okolje pa litavski apnenci. Ker so apnenci za vodo prepustna trša kamnina, izstopajo s svojo višino in ostrejšimi oblikami, opazni pa so tudi kraški pojavi z vrtačami, kamnolomi pri Šetarovi in kraškima jamama v Strmi Gori in planoti Hrastovenjek. Zaradi ugodnih življenjskih razmer je bilo občinsko ozemlje naseljeno že v miolitski dobi, zlasti pa za vlade Rimljanov. Slovenske gorice so gosto poseljene; opraviti imamo s posebnim tipom razloženih naselij, ki leže po ploščatih, podolžnih slemenih, kjer si slede v dolgih nizih, poudarjenih s topoli kot naravnimi strelovodi. Manjše gručaste vasi so se razvile le okoli cerkva, ki stoje navadno na vrhovih slemen. Razgibano pokrajinsko sliko ne oblikuje samo talni relief, ampak tudi razne pridelovalne kulture, ki so razporejene tako, da osojna pobočja gričev pokrivajo gozdovi, prisojna vinogradi, doline pašniki in travniki, obrobja pa njive in sadovnjaki.

## Podnebje
Podnebje je subpanonsko z zmernimi temperaturnimi razlikami med letnimi časi. Povprečna letna temperatura je okoli 10 °C. Spomladi in poleti je temperatura na vrhovih in v dolinah približno enaka, jeseni in pozimi pa je na vzpetinah topleje, kar je posledica toplotnega obrata in megle.

## Zgodovina občine
Območje sedanje občine Lenart je bilo leta 1850 razdeljeno na 18 krajnih občin, ki so obstajale vse do razpada Avstro-Ogrske, leta 1918. Kraljevina Jugoslavija je staro upravno ureditev ohranila nekaj let. Leta 1933 in 1934 so izvedli novo upravnopolitično ureditev in oblikovali večje občine s stalnim uradništvom, tako da sta nastali Občina Sveti Rupert v Slovenskih goricah in Občina Sveti Lenart v Slovenskih goricah.
Leta 1952 se je Občina Sveti Rupert v Slovenskih goricah preimenovala v Občino Voličina.
Občina Lenart je nastala leta 1955, ko so Občine Benedikt, Cerkvenjak, Jurovski Dol, Gradišče v Slovenskih goricah, Lenart v Slovenskih goricah, Voličina in Zgornja Ščavnica združili v »veliko« Občino Lenart, ki je merila 204 kvadratne kilometre. Krajevne skupnosti so bile ustanovljene leta 1963. V takem obsegu je občina Lenart obstajala do leta 1998, ko so nastale nove Občine Benedikt, Cerkvenjak, Lenart in Sv. Ana. Občina Lenart je tedaj merila 120,2 kvadratnih kilometrov. V letu 2006 sta se izločili KS Sv. Jurij in KS Sv. Trojica, tako da sta nastali Občini Sveta Trojica v Slovenskih goricah in Sveti Jurij v Slovenskih goricah.

## Naselja v občini
Črmljenšak, Dolge Njive, Gradenšak, Hrastovec v Slovenskih goricah, Lenart v Slovenskih goricah, Lormanje, Močna, Nadbišec, Radehova, Rogoznica, Selce, Spodnja Voličina, Spodnje Partinje, Spodnji Porčič, Spodnji Žerjavci, Straže, Šetarova, Vinička vas, Zamarkova, Zavrh, Zgornja Voličina, Zgornji Žerjavci

## Naravna in kulturna dediščina
- kraj Hrastovec z gradom in lepo viteško dvorano, ki je prvič omenjen že v 13. stoletju
- Voličina s cerkvijo iz 15. stoletja in mežnarijo iz 16. stoletja
- stare stavbe v Lenartu (Špital, Rotovž)
- Zavrh z Maistrovo sobo, kletjo in stolpom
- jezeri Radehova in Pristava
- naravni rezervat Komarnik
- Seznam enot nepremične kulturne dediščine v Občini Lenart